# Municipio de Coatecas Altas
El municipio de Coatecas Altas es uno de los 570 municipios en que se encuentra dividido el estado mexicano de Oaxaca, forma parte de la región Valles Centrales y al distrito de Ejutla, su cabecera es el pueblo de Coatecas Altas.

## Geografía
El municipio de Coatecas Altas se encuentra en el centro-sur del estado de Oaxaca en la región de los Valles Centrales de Oaxaca, sus coordenadas geográficas son 16° 27' - 16° 36' de latitud norte y 96° 33' - 97° 43' de longitud oeste, teniendo una extensión territorial de 125.03 kilómetros cuadrados y fluctuando la altitud de su territorio de los 1 300 a los 2 300 metros sobre el nivel del mar.
Limita al oeste y al norte con el municipio de Ejutla de Crespo, al noreste con el municipio de San Juan Lachigalla, al este con el municipio de San Luis Amatlán y al sur con el municipio de Miahuatlán de Porfirio Díaz.

## Demografía
De acuerdo con los resultados del Censo de Población y Vivienda de 2010 realizado por el Instituto Nacional de Estadística y Geografía la población total del municipio de Coatecas Altas es de 4 712 habitantes, de los que 2 221 son hombres y 2 491 son mujeres.

### Localidades
En el municipio de Coatecas Altas se localizan 17 localidades, las principales y su población en 2010 se enlistan a continuación:
| Localidad       | Población |
| Total Municipio | 4 712     |
| Coatecas Altas  | 2 851     |
| Tepehuaje       | 479       |
| Poblete         | 371       |
| Chepeginio      | 235       |

## Política
El gobierno de Coatecas Altas corresponde al ayuntamiento, éste es electo por el principio de partidos políticos, vigente en 146 municipios de Oaxaca, a diferencia del sistema de usos y costumbres vigente en los restantes 424, por tanto su elección es como en todos los municipios mexicanos, por sufragio directo, universal y secreto para un periodo de tres años no renovables para el periodo inmediato pero si de forma no consecutiva, el periodo constitucional comienza el día 1 de enero del año siguiente a su elección. El Ayuntamiento se integra por el presidente municipal, un Síndico y un cabildo formado por cuatro regidores.

### Subdivisión administrativa
El municipio de divide en agencias municipales, agencias de policía y de barrios.

### Representación legislativa
Para la elección de diputados locales al Congreso de Oaxaca y de diputados federales a la Cámara de Diputados federal, Coatecas Altas se encuentra integrado en los siguientes distritos electorales:
Local:
- X Distrito Electoral Local de Oaxaca con cabecera en Heroica Ciudad de Ejutla de Crespo.[5]

Federal:
- Distrito electoral federal 10 de Oaxaca con cabecera en Miahuatlán de Porfirio Díaz.[6]

### Presidentes municipales
- (1999 - 2001): Esteban Juárez Martínez
- (2002 - 2004): Pedro Martínez Vázquez
- (2005 - 2007): Jerónimo Tomás Santiago
- (2008 - 2010): Celso Vázquez Santiago
- (2011 - 2013): Anselmo Marcelino Reyes
- (2014 - 2015): Isidro Ramírez García
- (2016 - 2019): Paulino Ordaz Santiago
- (2020 - 2022): Gregorio Pacacio Vásquez Santiago
- (2023 - 2025): Pedro Simón Reyez